# Dendropogon gorveanus
Dendropogon gorveanus là một loài rêu trong họ Cryphaeaceae. Loài này được Mont. Schimp. mô tả khoa học đầu tiên năm 1850.